# Stagione delle piogge

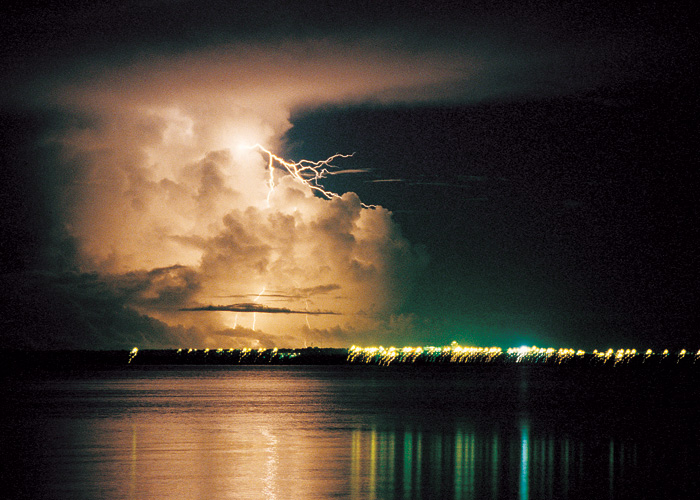
Temporale notturno a Darwin (Australia), durante la stagione delle piogge.

In climatologia viene definita stagione delle piogge (a volte chiamato stagione umida) la stagione dell'anno in cui, in una determinata zona geografica, la piovosità è particolarmente elevata e raggiunge il picco massimo annuale. L'espressione viene usata in genere con riferimento ai paesi con clima equatoriale e tropicale.

## Descrizione

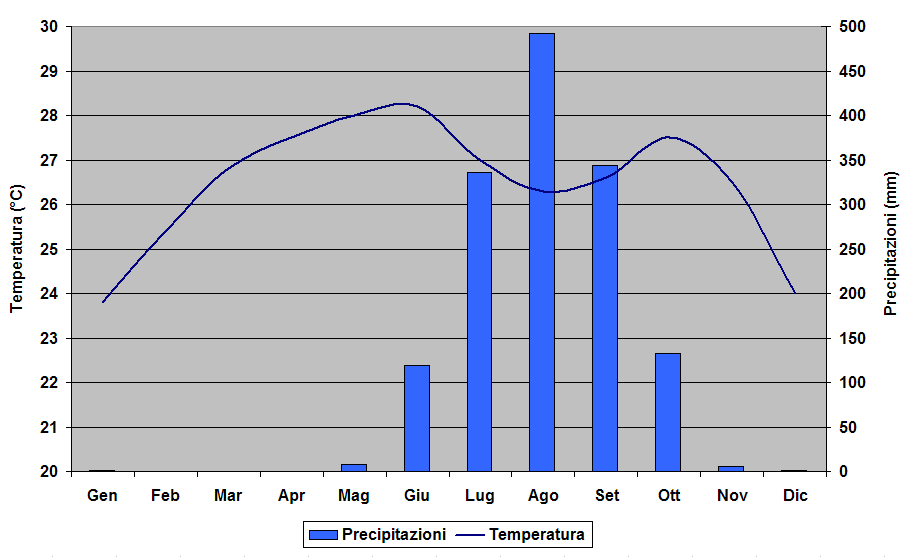
Climogramma di Ziguinchor, nel Senegal, esempio di località con clima caratterizzato da una nettissima alternanza stagionale delle precipitazioni (colonne blu) con stagione delle piogge estiva.

Sebbene durata e intensità specifica del periodo di massima piovosità possa variare da regione a regione, nell'emisfero boreale essa si colloca in genere fra maggio e settembre (quindi in ogni caso ha il proprio apice nel periodo estivo) e in quello australe fra novembre e marzo.
In tutta l'Asia sudorientale, ad esempio, l'alternanza annuale fra stagione delle piogge e stagione secca è causata dall'alternarsi del monsone invernale secco e del monsone estivo umido; analogo discorso può essere fatto per l'Africa subsahariana a nord dell'Equatore, caratterizzata dalla netta distinzione tra una stagione invernale secca (sotto l'influsso dell'harmattan) e una stagione estiva piovosissima.
Nei paesi tropicali, la stagione delle piogge è solitamente caratterizzata da rovesci violenti e improvvisi, che possono trasformarsi in tempeste o anche cicloni.
L'espressione "stagione delle piogge" può anche essere usata riferendosi a zone extra-tropicali; nel bacino del Mediterraneo è generalmente considerata stagione delle piogge, sia pure in maniera meno intensa rispetto alle zone tropicali, il periodo autunnale quando la circolazione atmosferica assume statisticamente caratteristiche di spiccata zonalità alle latitudini inferiori ovvero diviene preponderante il flusso umido oceanico da ovest verso est (westerlies) che in sé porta perturbazioni atlantiche in successione.